# Bicycle Lake

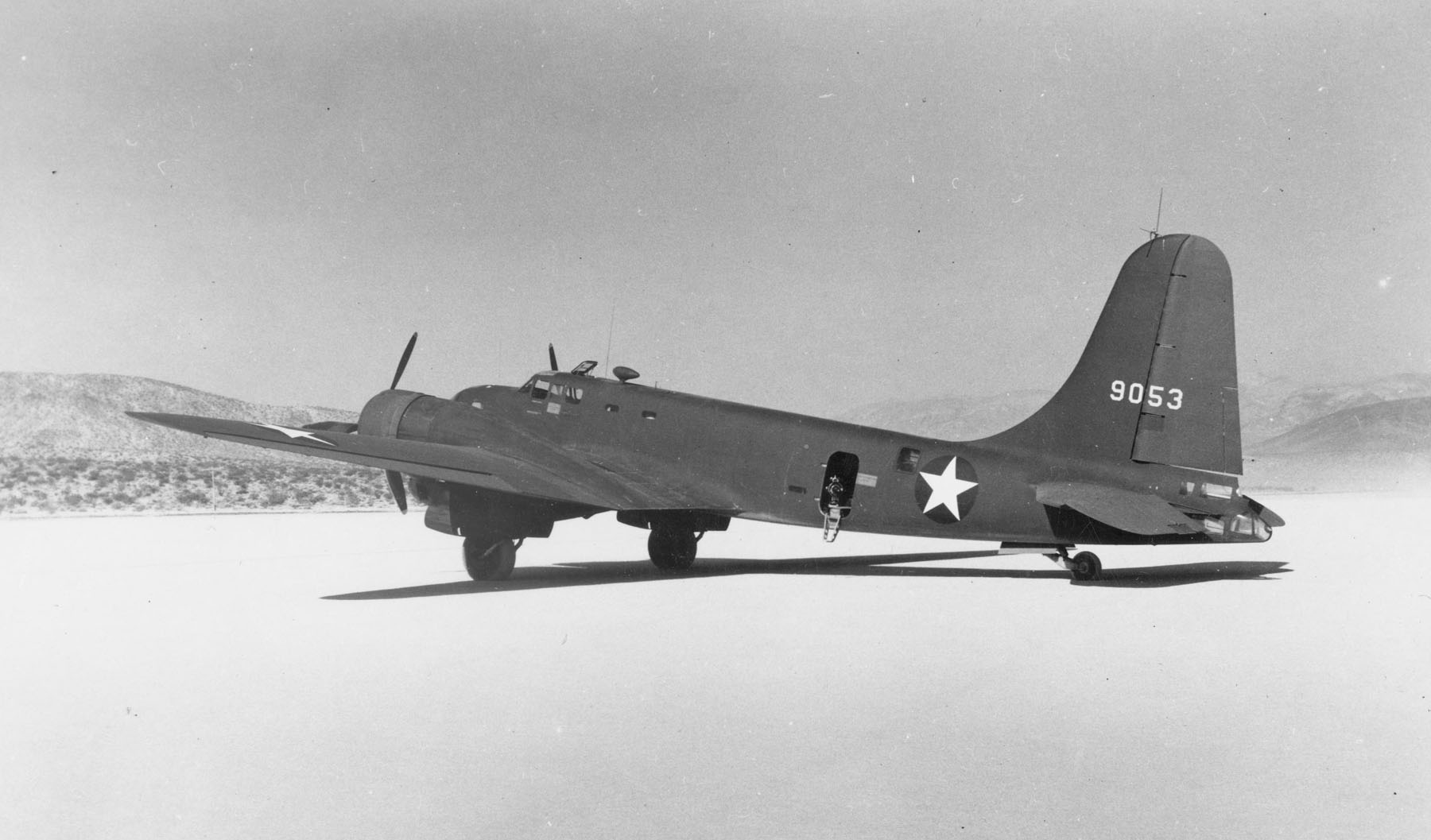
Kiképző repülőgép a Bicikli-tó medrében

A Bicycle Lake (magyarul: Bicikli-tó) a kaliforniai  San Bernardino megyében, a Mojave-sivatagban elterülő lefolyástalan tó volt, amely évekkel ezelőtt teljesen kiszáradt.
A hossza 4 km, legszélesebb pontján 3 km széles. A legközelebbi település Barstow, ahol 22 000 ember él. A kiszáradt tó medrét repülőtérnek használják. A repülőtér neve: Bicycle Lake Army Airfield, mely a szövetségi kormány tulajdonában van, és a légierő használja, többnyire kiképzésre.